# Bergrum Luxgatan

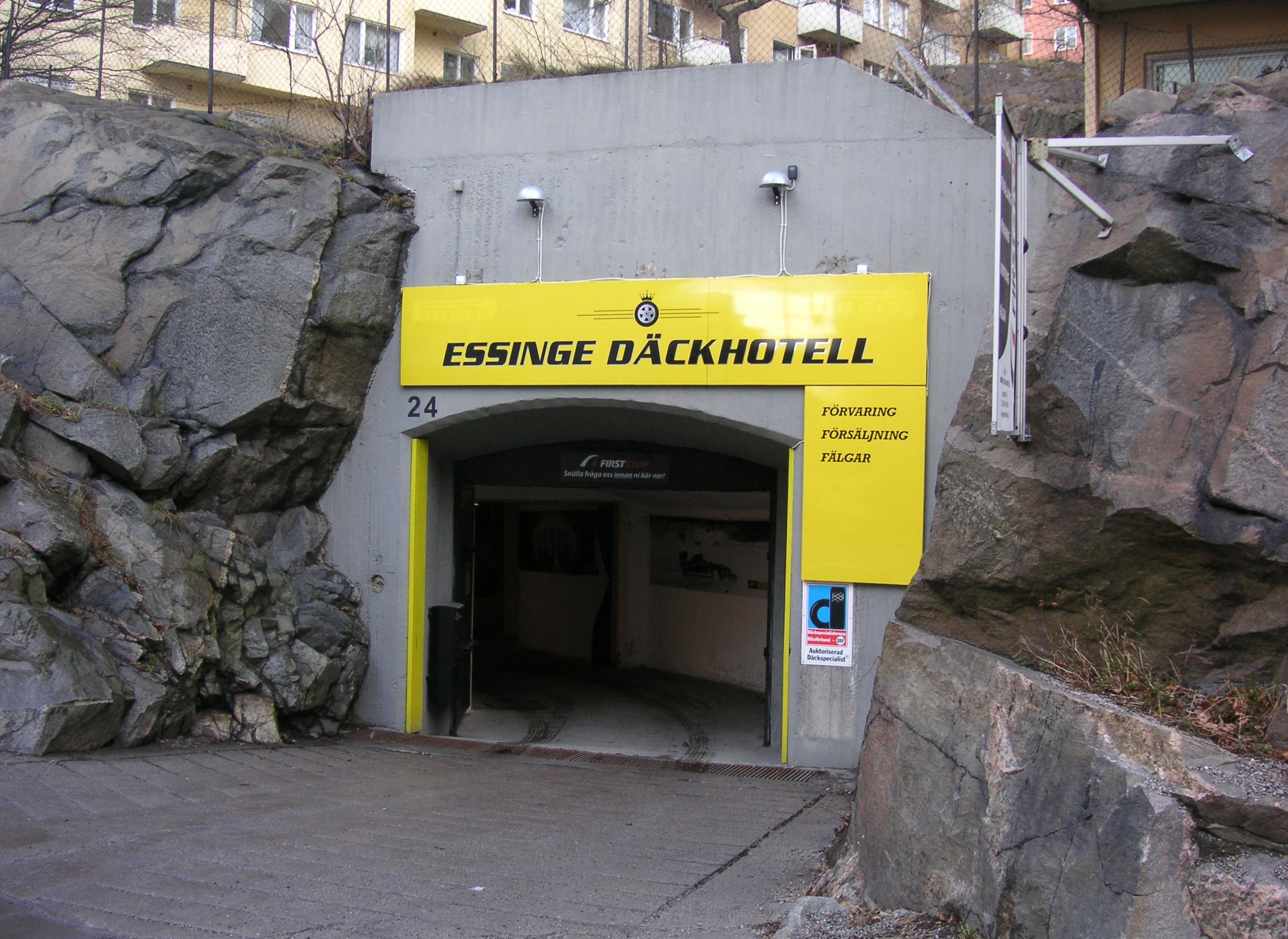
Infart till bergrummet vid Luxgatan 24.

Bergrum Luxgatan var ett tidigare allmänt skyddsrum vid Luxgatan 26 på Lilla Essingen i Stockholm. Skyddsrummet anlades under andra världskriget och nyttjas för närvarande (2020) av en däckfirma.

## Bakgrund
År 1938, ett år innan utbrottet av andra världskriget, tog Stockholms stadsfullmäktige upp frågan om inrättande av ett antal större skyddsrum i Stockholm. 1939 påbörjades dels ett 15-tal skyddsrum, insprängda i berg, för vartdera 300 personer, dels Nordiska kompaniets skyddsrum för personal och kunder med kapacitet för 2 000 personer. Samma år satte man även igång med ett större skyddsrum under Hötorget, avsett för 4 000 personer. Totalt hade stadsfullmäktige anslagit 3,5 miljoner kronor till offentliga skyddsrum.

## Bergrummet Luxgatan

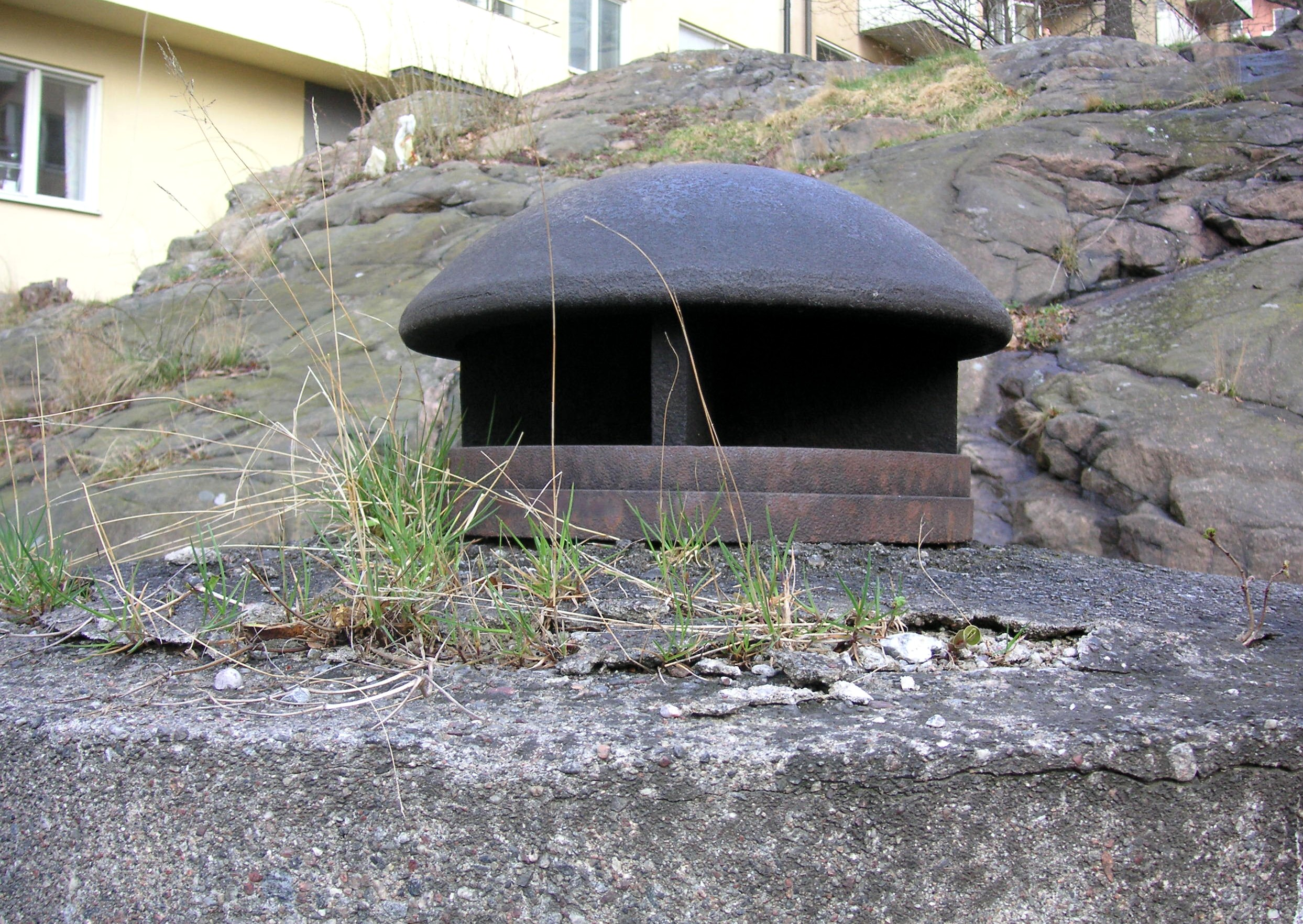
Splitterskyddat luftintag på berget ovanför.

Bergrummet utsprängdes under andra världskriget och fick en yta av 800 m²  i ett plan och kunde ge skydd åt cirka 1 000 personer. På Lilla Essingen fanns många arbetsplatser för Electrolux som tillverkade bland annat dammsugare. Skyddsrummet skulle ta hand om både boende och fabriksanställda. 
Det är helt omgivet av berg med en tjocklek mellan 12 och 20 meter. Till skillnad från exempelvis Skyddsrummet Johannes utfördes det inte som en fristående bunker inne i bergrummet, utan takvalvet och väggarna utgörs av själva berget. En kort svängd ramp leder ner till bergrummet som består av en lång huvudtunnel med fyra utsprängda korta sidotunnlar i änden. Från huvudtunnelns mitt leder en in-/utrymningstrappa till ytan som mynnar vid Strålgatan. Efter den dubbla skyddsrumsporten, som en gång avskärmade bergrummet från yttervärlden, finns bara den kraftiga karmen kvar. På berget ovanför existerar fortfarande två splittersäkra luftintag.

## Nutida användning
I mars 2007 beslutade kommunstyrelsen i Stockholms kommun att godkänna brand- och räddningsnämndens och fastighetsnämndens begäran om överföring ett antal bergrum till fastighetsnämnden och den första april 2008 överfördes 48 bergrum och tidigare allmänna skyddsrum  till Stockholms stads fastighetskontor.
År 2008 flyttade en däckfirma in i bergrummet vid Luxgatan. Före däckfirman såldes kakelplattor i lokalen och en antikhandlare hade sitt magasin här. Innan dess verkade bergrummet som festlokal för ett techno-kollektiv efter att ha stått tomt sedan andra världskriget. Från kommunens sida fanns det planer på att bygga om bergrummet och nyttja det som allmänt parkeringsgarage.

## Bilder

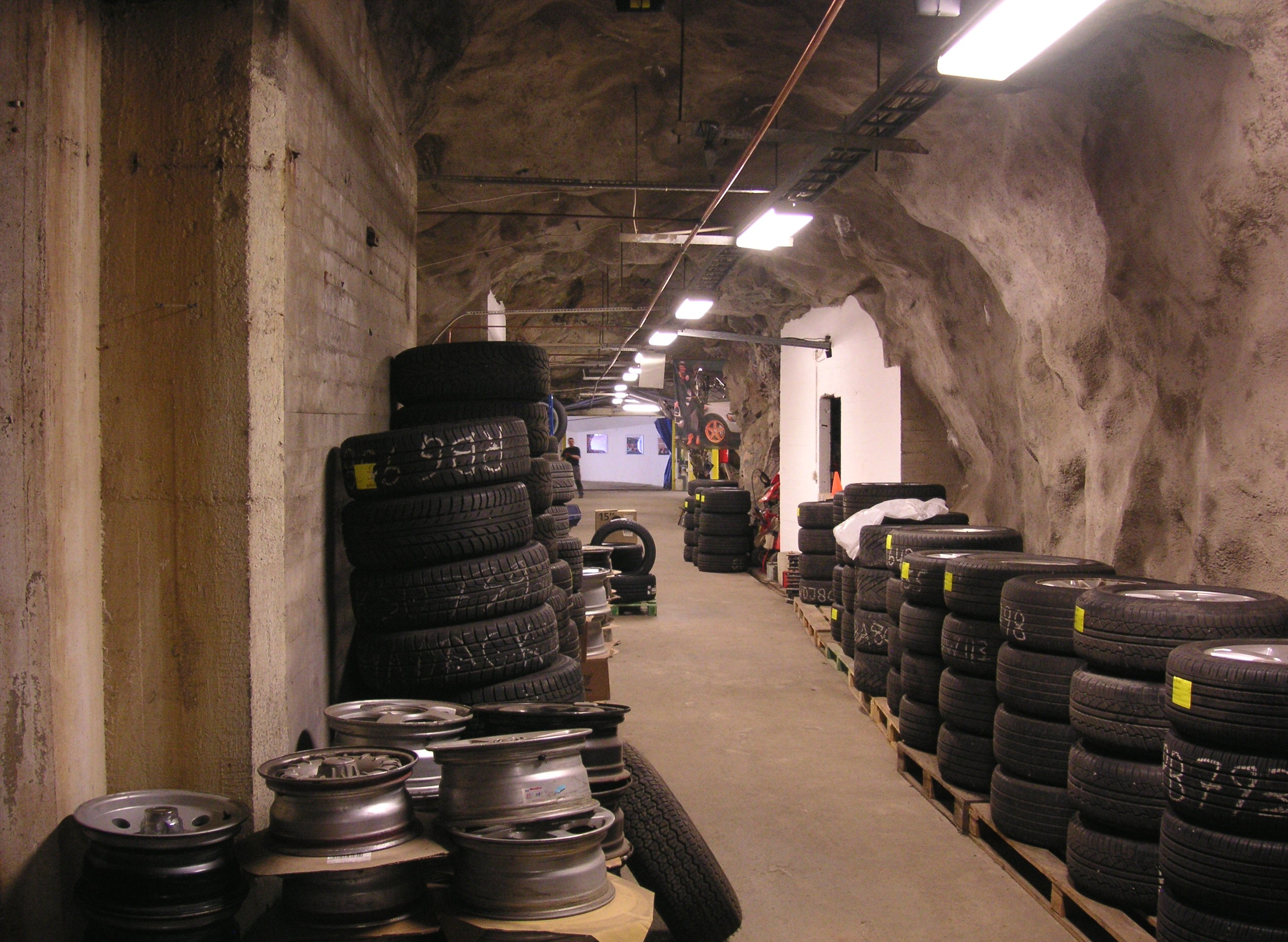
Huvudtunneln
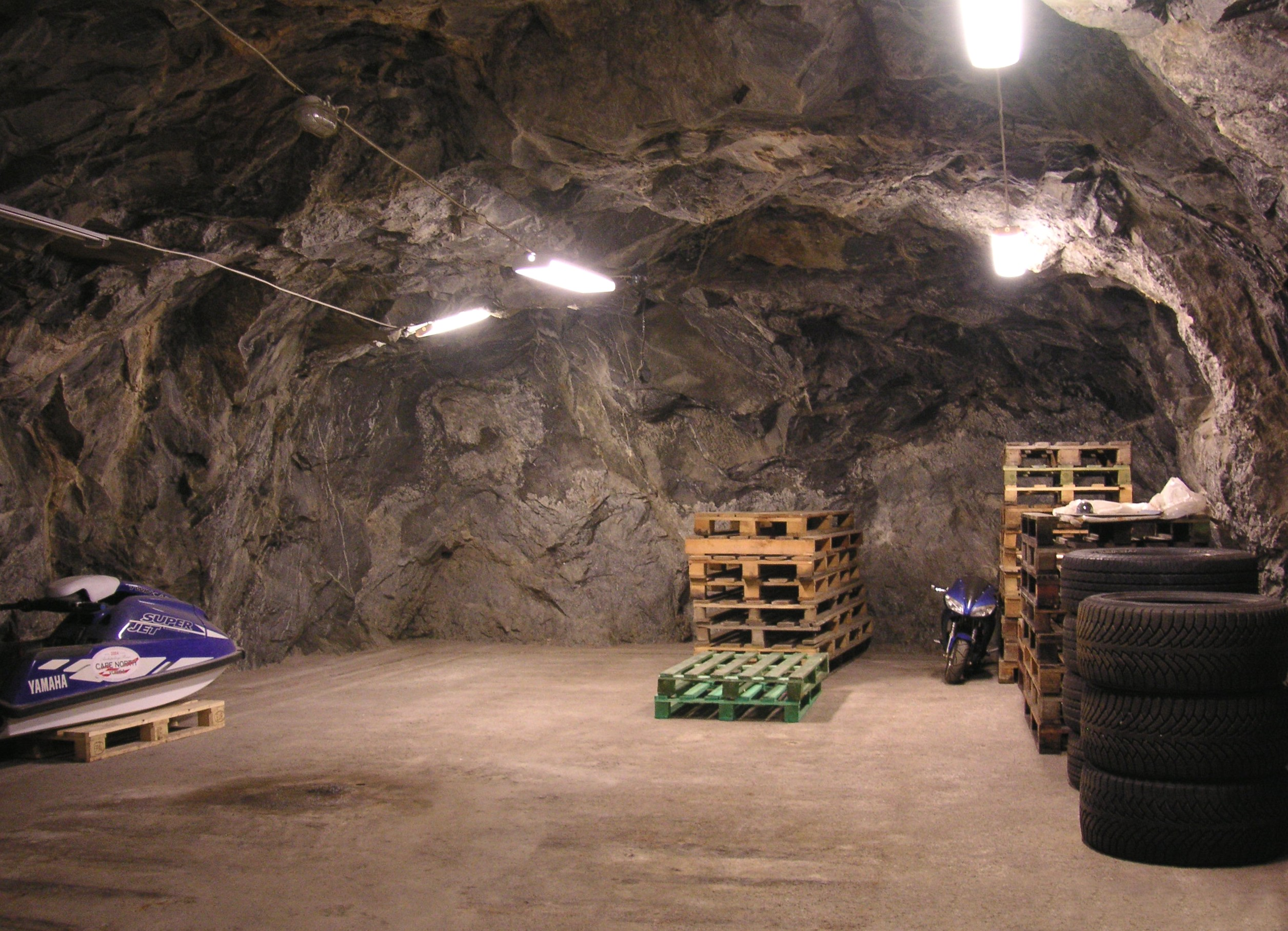
En av fyra sidotunnlar
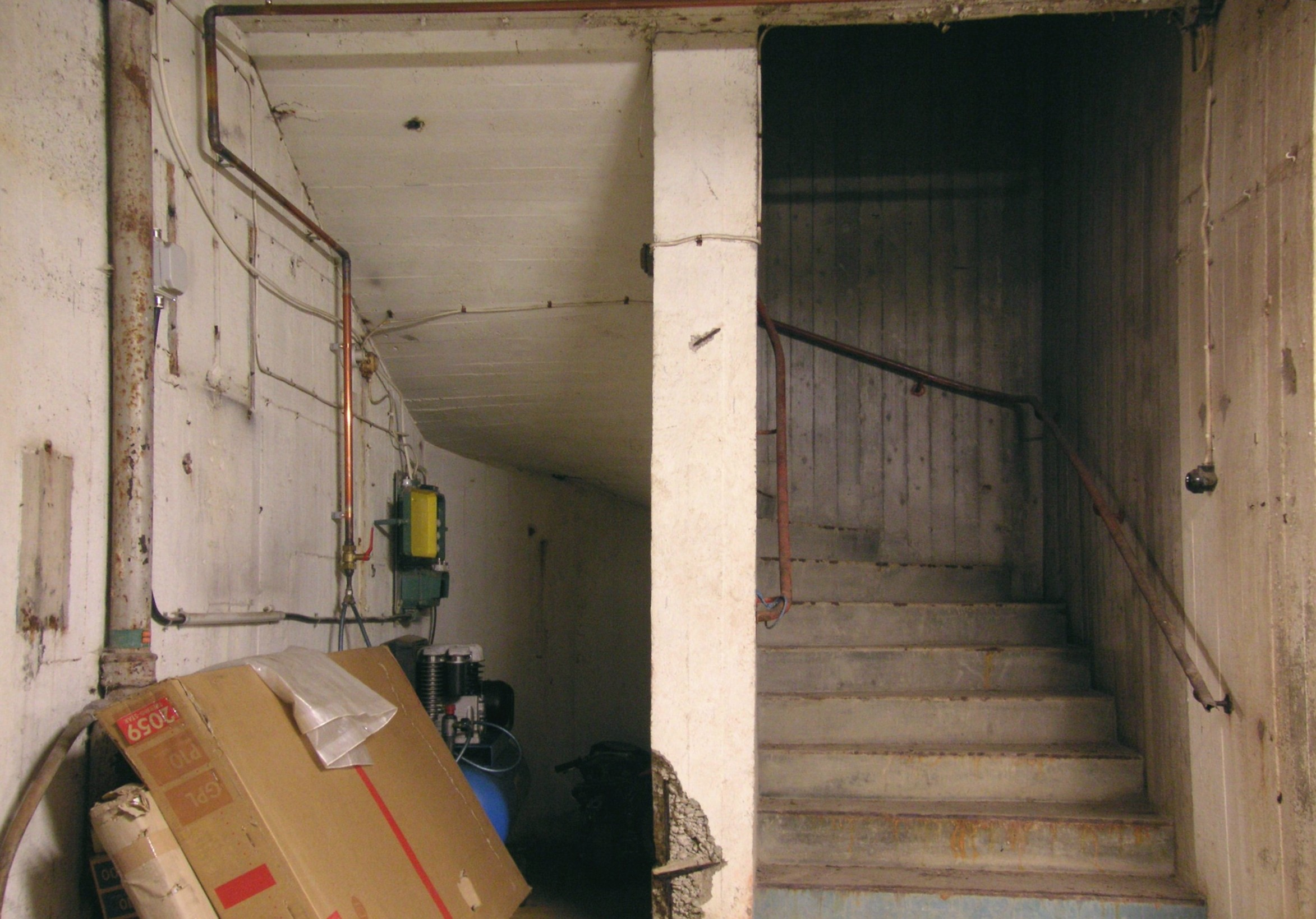
In- / utrymningstrappan i bergrummet
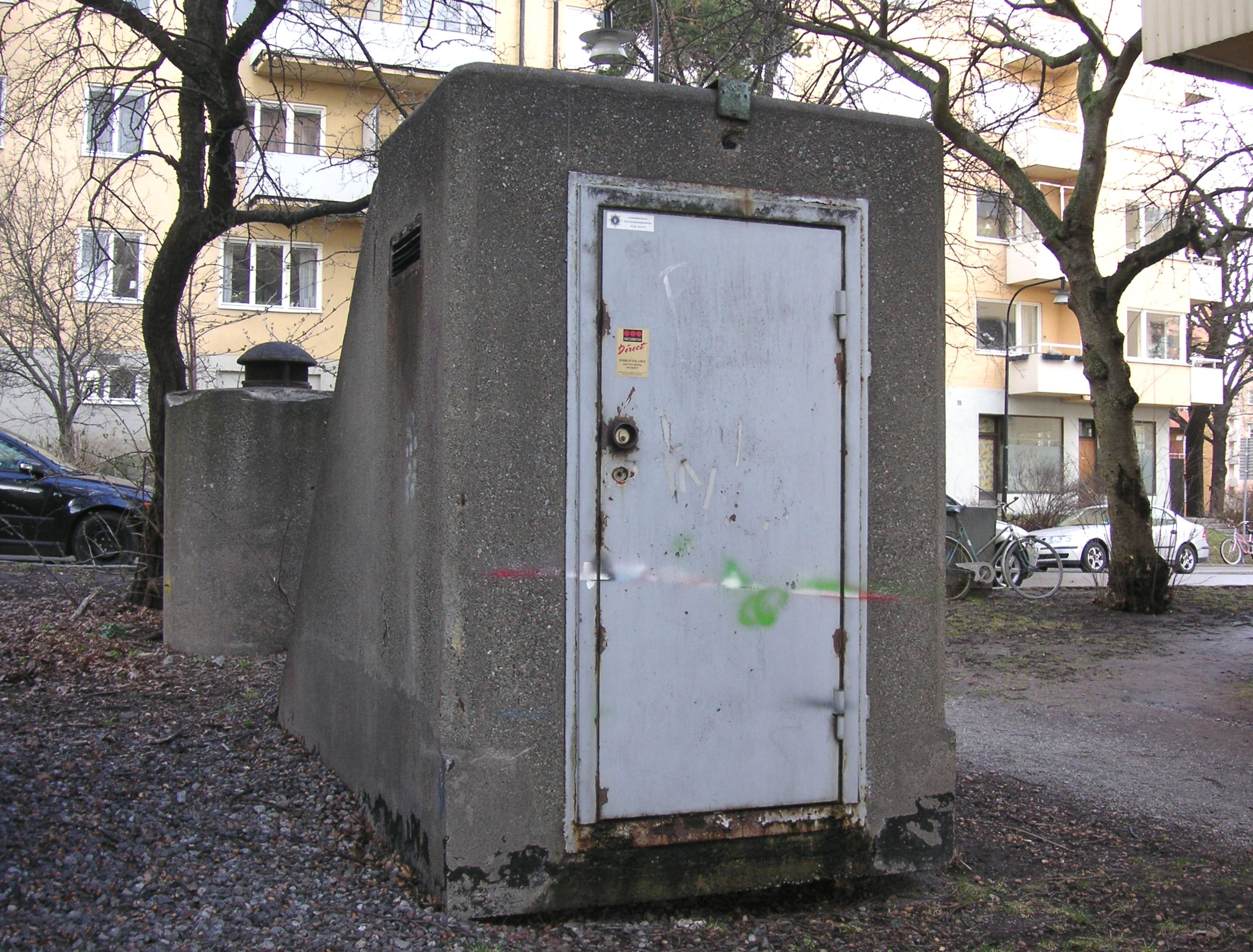
In- / utrymningstrappan vid Strålgatan